# Kunene (reka)
Reka Kunene ali Cunene (portugalsko) je reka v Južni Afriki. Izvira v angolskem višavju in teče južno do meje z Namibijo, nato proti zahodu vzdolž meje, dokler ne doseže Atlantskega oceana. Je ena izmed redkih trajnih rek v regiji. Dolga je približno 1050 km s porečjem 106.560 kvadratnih kilometrov. Njen povprečni letni pretok je 174 m³/s v ustju. Na reki so tudi slapovi Epupa. Jez Olushandja zapira pritok reke Etaka in pomaga zagotavljati vodo za hidroelektrarno Ruacana.

## Predlagani jez za hidroelektrarno
Namibijska vlada je v poznih 90-ih predlagala gradnjo jezu Epupa, spornega jezu za hidroelektrarno na reki Kunene. Leta 2012 sta vladi Namibije in Angole objavili načrte za gradnjo skupnega jezu Orokava v  gorah Baynes. Jez bi ogrožal lokalni ekosistem in s tem gospodarstvo lokalne etnične skupine Himbe. Februarja 2012 so vodje Himbov  poslali  Afriški uniji in Uradu visokega komisarja za človekove pravice (OHCHR) Združenih narodov  Izjavo o najbolj prizadetih ljudstvih Ovahimbi, Ovatvi, Ovatjimbi in Ovazembi zaradi jezu Orokave, ki navaja ostre ugovore poglavarjev Himbov in skupnosti, ki prebivajo v bližini reke Kunene, proti jezu.
Septembra 2012 je posebni poročevalec Združenih narodov o pravicah domorodnih ljudstev obiskal Himbe, da bi spoznal njihove skrbi.
23. novembra 2012 je na stotine Himbov in Zembov iz Omuhonga in regije Epupa protestiralo v Okanguatiju proti gradnji jezu na reki Kunene v gorah Baynes v Namibiji, naraščanju rudarske dejavnosti na njihovih tradicionalnih zemljiščih in se pritožilo zaradi kršenja človekovih pravic nad njimi.
25. marca 2013 je več kot tisoč Himbov in Zembov korakalo v Opuwo, da bi znova opozorili na načrte Namibije za gradnjo jezu Orokave, ker so načrtovali gradnjo brez posvetovanja z avtohtonim prebivalstvom, ki ne soglaša z gradbenimi načrti.

## Zanimivosti
Turisti pogosto kampirajo ali so nastanjeni v počitniških hišicah v Epupi. Ponujajo vodne športe na reki, rafting in vožnjo s kanuji. V soteski rastejo stara drevesa baobab. Urejena je tudi privlačna razgledna točka visoko nad vasjo in slapovi.

## Vri
- C.Michael Hogan. 2012. Kunene River. eds. P.Saundry & C.Cleveland. Encyclopedia of Earth. National Council for Science and the Environment. Washington DC.
- F.C.de Moor, H.M.Barber-James, A.D.Harrison, C.R.Lugo-Ortiz. 2000. The macroinvertebrates of the Cunene River from the Ruacana Falls to the river mouth and assessment of the conservation status of the river. African Journal of Aquatic Science. Vol.25, no.1
- Mikiyasu Nakayama. 2003. International Waters in Southern Africa. United Nations University Press. ISBN 92-808-1077-4. Google eBook